# بنفشه سگی زودرس
بنفشه سگی زودرس (نام علمی: Viola reichenbachiana) نام یک گونه از سرده بنفشه است.

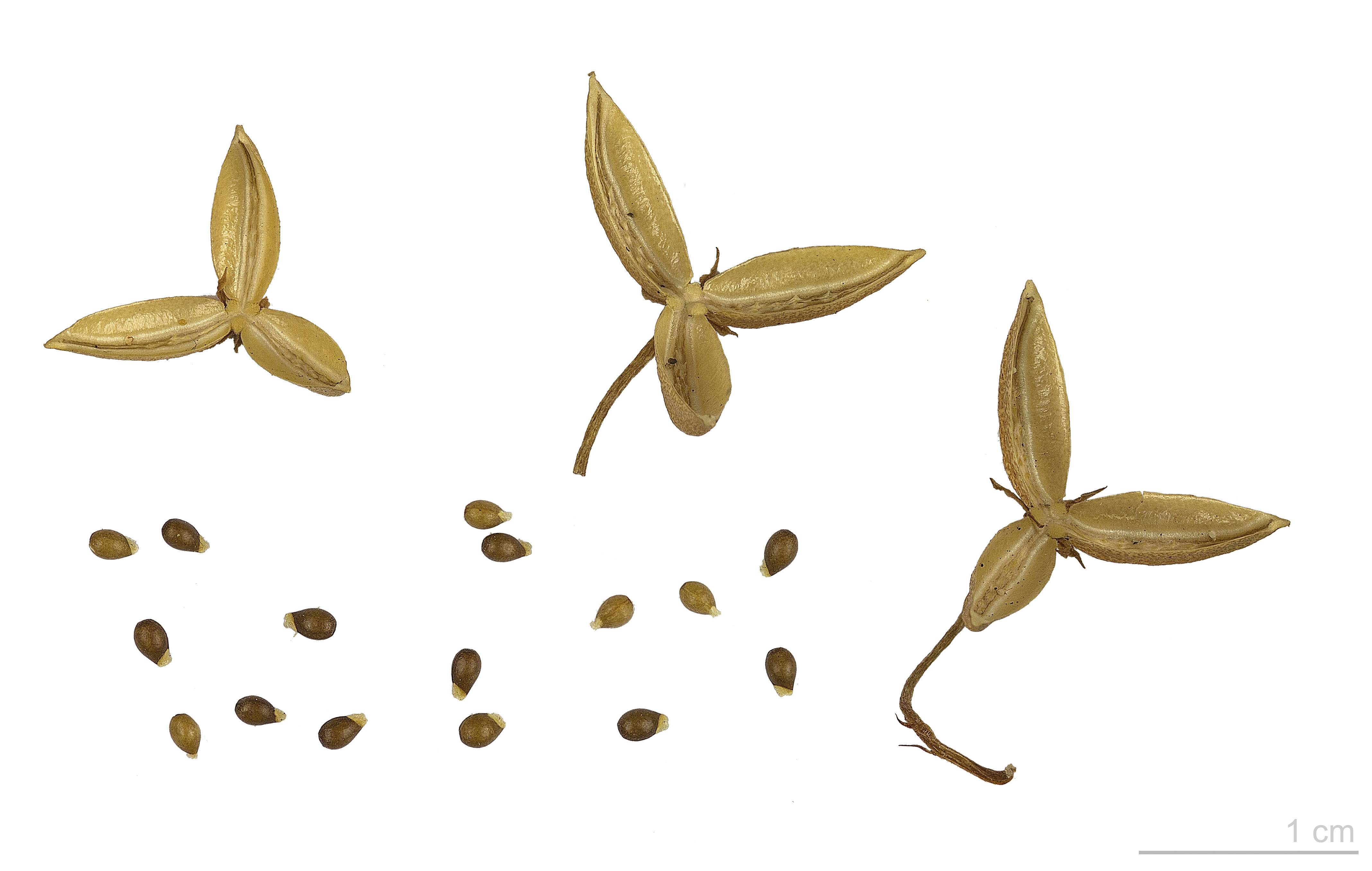
Viola reichenbachiana